# ديون جاكسون
ديون جاكسون (بالإنجليزية: Deon Jackson)‏ هو مغن مؤلف ومغني وموسيقي أمريكي، ولد في 26 يناير 1946 في آن آربر في الولايات المتحدة، وتوفي في 18 أبريل 2014 في شيكاغو في الولايات المتحدة بسبب مرض.

## وصلات خارجية
- ديون جاكسون على موقع ميوزك برينز (الإنجليزية)
- ديون جاكسون على موقع أول ميوزيك (الإنجليزية)
- ديون جاكسون على موقع ديسكوغز (الإنجليزية)